# EMEA
| Sigle de o literă                       |                               |
| Sigle de două litere                    |                               |
| Sigle de trei litere                    |                               |
| AAA → DZZ EAA → HZZ IAA → LZZ MAA → PZZ | QAA → TZZ UAA → XZZ YAA → ZZZ |
| Sigle de patru litere                   |                               |
| Sigle de cinci litere                   |                               |
| Sigle de șase litere                    |                               |

Regiunea EMEA pe harta lumii

EMEA este acronimul pentru expresia în limba engleză Europe, the Middle East and Africa, în traducere Europa, Orientul Mijlociu și Africa.
Deși regiunea este eterogenă din punct de vedere cultural, fusul orar face ca orele de lucru să aibă loc aproximativ simultan în această regiune, ceea ce face ca EMEA să fie una dintre regiunile utilizate de către guverne și organizații pentru a-și organiza operațiunile la nivel global.
EMEA este și fostul acronim pentru Agenția Europeană a Medicamentului.